# Pappelspinner

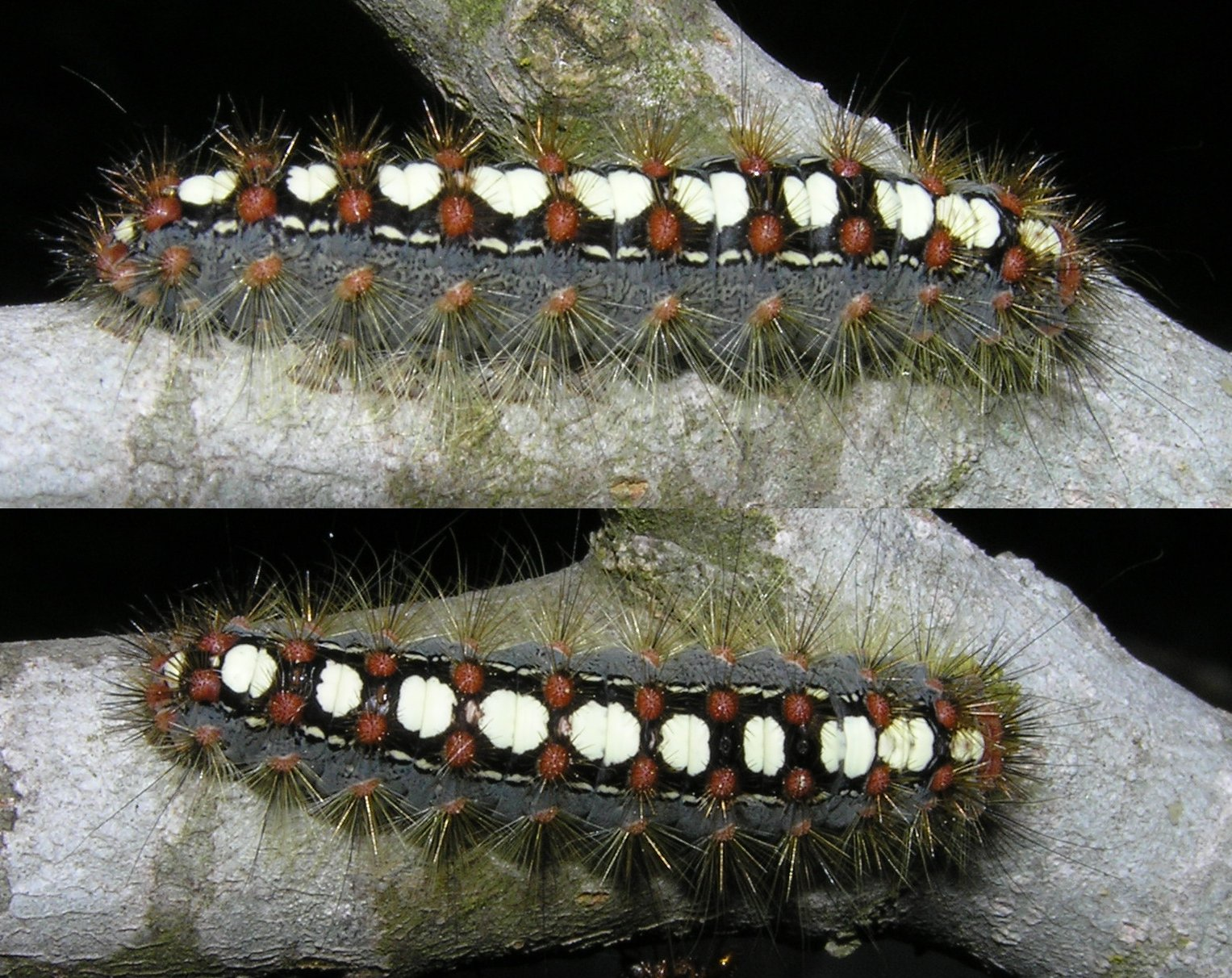
Raupe des Pappelspinners

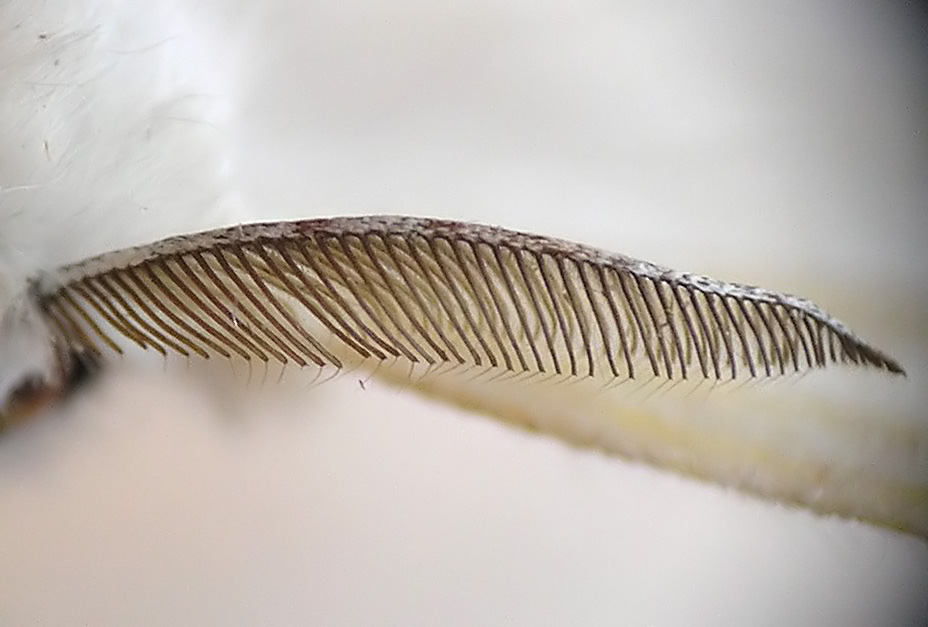
Fühler des Männchens

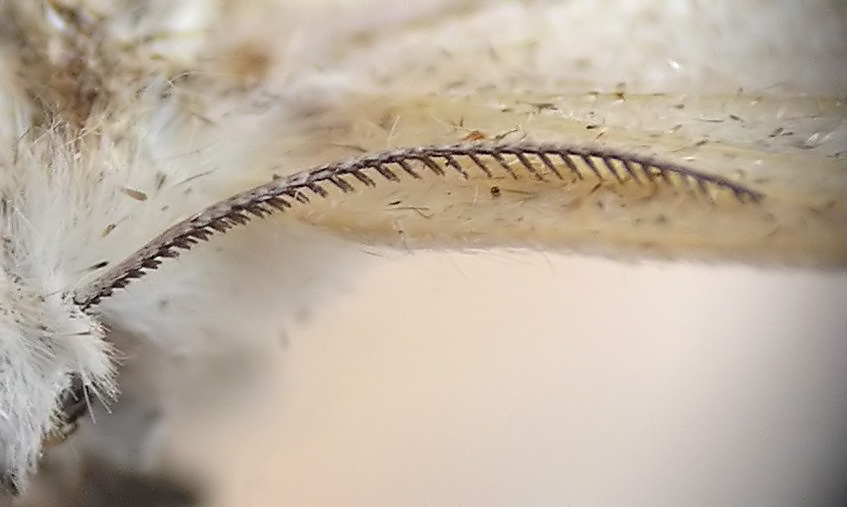
Fühler des Weibchens

Der Pappelspinner (Leucoma salicis), auch Pappel-Trägspinner, ist ein Schmetterling (Nachtfalter) aus der Unterfamilie der Trägspinner (Lymantriinae) innerhalb der Familie der Eulenfalter (Noctuidae).

## Beschreibung
Die Falter erreichen eine Flügelspannweite von 37 bis 50 Millimetern. Ihr ganzer Körper und die Flügel sind rein weiß gefärbt. Nur die Beine sind abwechselnd schwarz und weiß geringelt. Die Fühler der Männchen sind lang gesägt, die der Weibchen sind es nur kurz.
Die Raupen werden ca. 40 Millimeter lang. Sie sind sehr lebhaft gefärbt. Die Grundfärbung ist blaugrau, diese kann man aber nur an den Seiten erkennen. Der Rücken ist breit schwarz gefärbt und hat sehr große, weißliche Flecken, die sich zwischen den Segmenten ausbreiten und zum Teil zusammenwachsen. Am Rand zwischen der graublauen und schwarzen Farbe kann man weitere kleine weißliche Flecken erkennen. Darüber hinaus ist der Körper mit zahlreichen, in der Mitte der Segmente sitzenden Punktwarzen versehen. Diese sind dunkel rot gefärbt, an den Seiten kleiner, als links und rechts vom Rücken und tragen mehr oder weniger lange, hell gelbliche Haare.

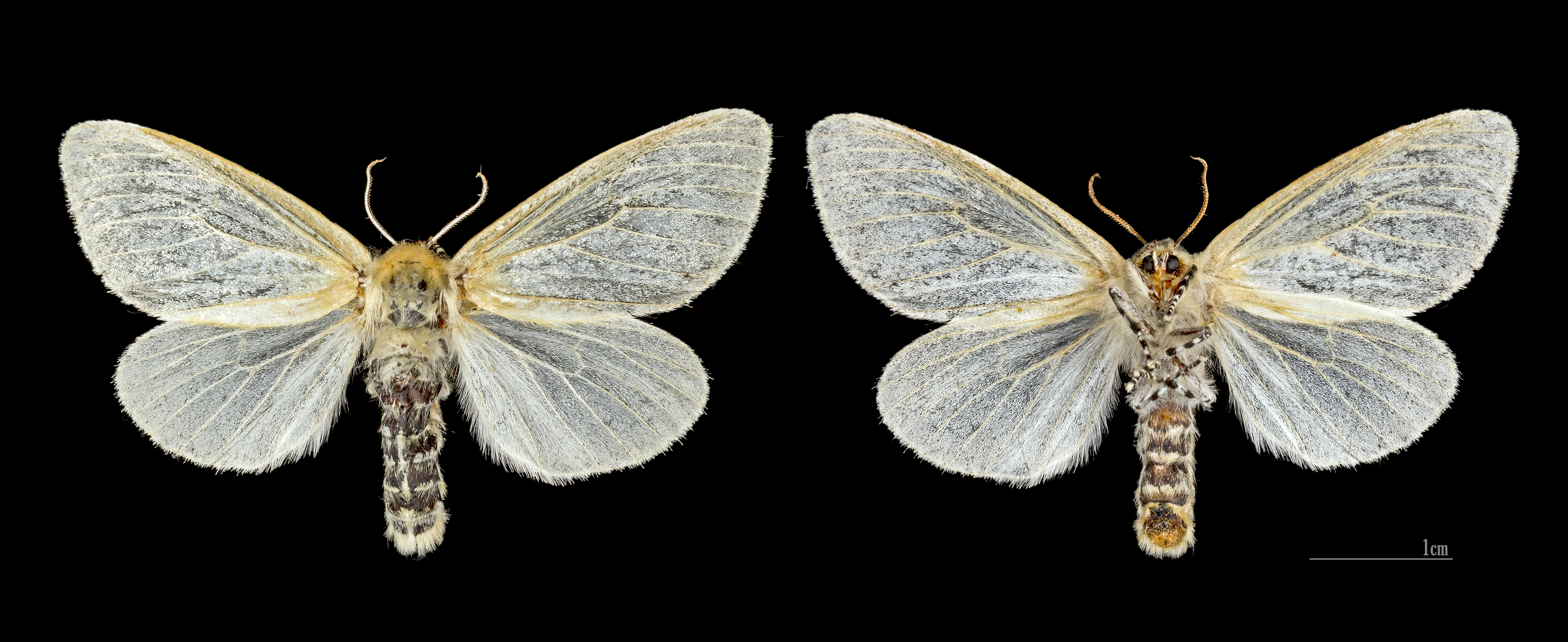
♀
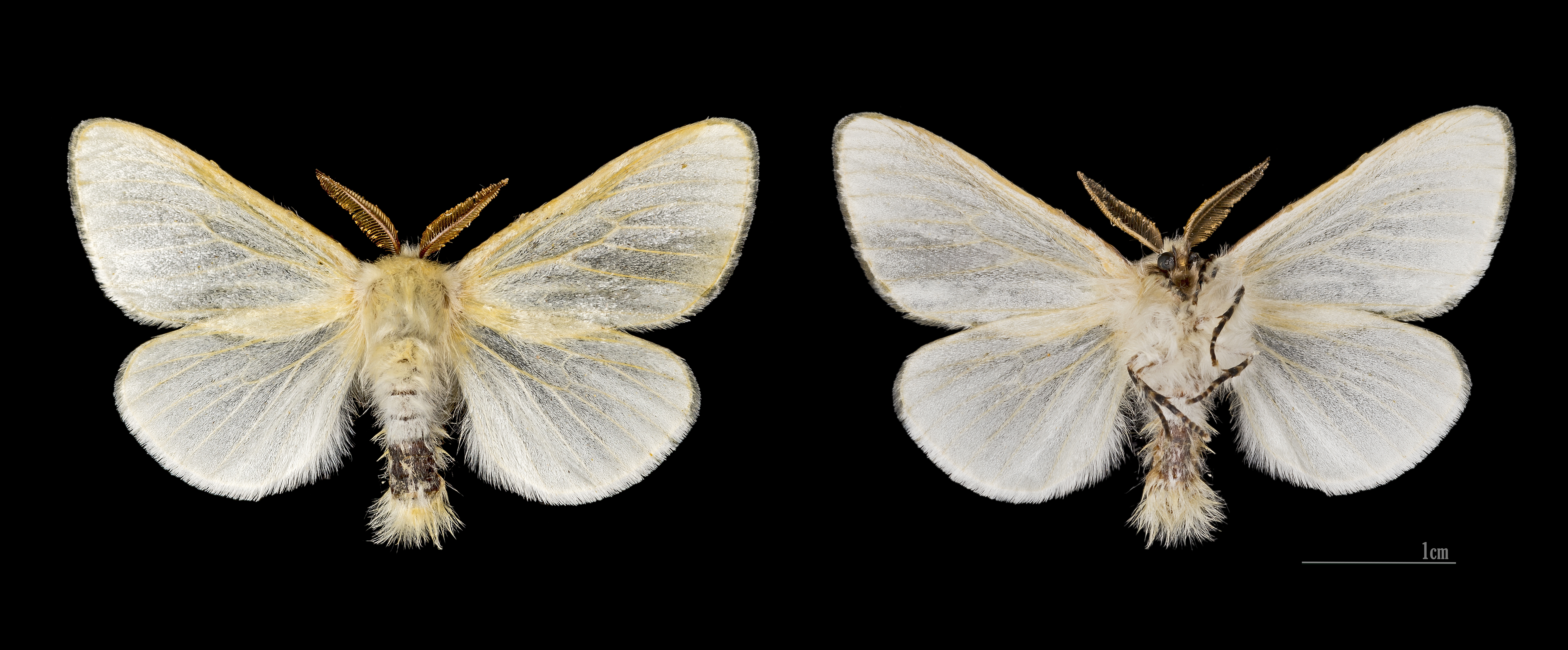
♂

### Ähnliche Arten
- Amerikanischer Webebär (Hyphantria cunea)

## Vorkommen
Die Tiere kommen in fast ganz Europa vor, nicht jedoch auf den Britischen Inseln und im hohen Norden. Östlich ist die Art bis nach Japan verbreitet. Sie leben an offenen bis halbschattigen, leicht feuchten Orten, wie z. B. an Waldrändern und Hecken mit ihren Futterpflanzen, aber auch in Alleen, Parks und Gärten. Sie sind fast überall häufig, kommen aber nur in geringen Stückzahlen vor. Es wird auch von Massenvermehrungen berichtet, diese sind aber nur aus historischer Zeit bekannt.

## Lebensweise
Die nachtaktiven Falter werden in der Nacht durch künstliches Licht angelockt. Tagsüber sitzen sie auf Baumstämmen. Wenn man sie stört, sondern sie am Hinterleib eine gelbliche Flüssigkeit aus.

### Flug- und Raupenzeiten
Die Falter fliegen von Juni bis August, die Raupen findet man von Mai bis Juni.

### Nahrung der Raupen
Die Raupen ernähren sich von verschiedenen Pappelarten, vor allem von Zitter-Pappel (Populus tremula), aber auch von Weiden, wie z. B. von Salweide (Salix caprea) und Korb-Weide (Salix viminalis). Sie sollen aber auch an Birken, Eichen und Erlen fressen.

## Entwicklung
Die Weibchen legen ihre Eier in Gruppen von 50 bis 80 Stück an den Blättern und Zweigen der Futterpflanzen ab. Danach werden sie mit einem weißen, schaumigen Sekret überzogen, das aushärtet. Die daraus schlüpfenden Raupen leben zunächst gemeinsam und fressen an der Blattunterseite sitzend. Sie fressen aber nur die Untere Blattseite, so dass die Oberseite intakt bleibt. Mit einer Größe von ca. drei bis vier Millimetern werden sie Einzelgänger und machen sich auf die Suche nach einem geeigneten Überwinterungsplatz. Sie bauen dazu ovale Gespinste in den Ritzen der Rinde oder zwischen Laub. Im darauf folgenden Frühjahr beenden die Raupen ihre Entwicklung und verpuppen sich an Zweigen oder Blättern in einem lockeren, weißen Gespinst. Nach Koch erfolgt die Überwinterung auch im Ei. Die Puppe ist dunkelviolett und hellrosa gemustert und hat kräftig gelbe Haare.